# Mike te Wierik
Mike te Wierik, né le 8 juin 1992 à Hengevelde aux Pays-Bas, est un footballeur néerlandais qui joue au poste de défenseur à l'Heracles Almelo.

## Biographie
Il joue deux matchs en Ligue Europa avec le club d'Heracles Almelo lors de la saison 2016-2017.